# Brun maki
Brun maki (Eulemur fulvus) är en primat i familjen lemurer som förekommer på Madagaskar.

## Utseende
Arten når en kroppslängd (huvud och bål) mellan 43 och 50 cm, en svanslängd av 41 till 51 cm och en vikt mellan 2 och 3 kg. Pälsen och kort och tät med en gråbrun färg på ryggen och en ljusgrå färg på buken. Ansikten har en mörkgrå till svart färg och pälsen kring ansiktet är ljusgrå. Påfallande är djuret orange ögon.

## Utbredning och habitat
Brun maki förekommer i tre från varandra skilda populationer på norra och östra Madagaskar. Arten introducerades av människan på ön Mayotte. Den vistas i torra skogar och fuktiga regnskogar.

## Ekologi
Dessa lemurer lever i träd och håller balansen med den yviga svansen när de klättrar. De hoppar även påfallande långt. Brun maki bildar flockar av tre till tolv individer (mer än 9 individer är vanlig). Gruppens revir är allmänt 7 till 20 hektar stort. De kan vara aktiv på dagen och på natten. Födan utgörs av frukter, blad, bark och andra växtdelar samt av insekter och andra ryggradslösa djur.
Parningen sker oftast i maj eller juni och efter cirka 120 dagars dräktighet föder honan oftast ett ungdjur (ibland tvillingar). Ungarna blir ett till tre år efter födelsen könsmogna. Livslängden i naturen ligger mellan 20 och 25 år.

## Status
Det största hotet utgörs av habitatförstörelse genom svedjebruk och skogsavverkningar. Dessutom jagas brun maki ibland eller fångas i fällor. IUCN uppskattar att hela beståndet minskade med 20 till 25 procent under de senaste 24 åren (tre generationer) och listar arten som nära hotad (NT).